# Gavin J. Prideaux
Gavin John Prideaux (* 1969) ist ein australischer Wirbeltierpaläontologe und Hochschullehrer, der sich vornehmlich der fossilen Säugetierfauna aus dem Oligozän und Miozän sowie der Megafauna des Pleistozäns Australiens widmet.

## Leben
Prideaux absolvierte ab 1987 ein Bachelor-Studium an der Flinders University, das er 1992 mit Auszeichnung BSc (Hons) abschloss. 1999 wurde er mit der Dissertation Systematics and evolution of the extinct kangaroo subfamily, Sthenurinae über die Evolution der Kurzschnauzenkängurus (Sthenurinae) zum Ph.D. an derselben Universität promoviert. Während seiner Postdoc-Phase führte er Forschungsprojekte an der University of California, in den Naracoorte Caves und im Western Australian Museum durch, wo er auch wissenschaftlicher Mitarbeiter war. 2007 wurde er außerordentlicher Professor an der Flinders University.
Prideaux untersucht die Zusammenhänge zwischen der Evolution, der Ökologie und dem Aussterben australischer Säugetiere sowie klimatischen und vom Menschen verursachten Umweltveränderungen. Er arbeitet mit Forschern aus vielen verschiedenen Bereichen zusammen, darunter Archäologen, Geologen und Molekularbiologen.
In Zusammenarbeit mit Elen Shute und Trevor H. Worthy beschrieb er 2016 die fossile Vogelart Centropus maximus aus dem Pleistozän, die größte bekannte Art der Spornkuckucke (Centropus).
2023 veröffentlichte Prideaux die Monografie A review of the late Cenozoic genus Bohra (Diprotodontia: Macropodidae) and the evolution of tree-kangaroos über die fossile Kängurugattung Bohra.

## Dedikationsnamen
2015 beschrieben Kenny J. Travouillon, Michael Archer und Suzanne J. Hand die fossile Känguruart Wabularoo prideauxi. 2016 benannten Vanesa L. De Pietri, Nikita Wladimirowitsch Selenkow, Trevor H. Worthy, R. Paul Scofield und Walter E. Boles die fossile Vogelart Wilaru prideauxi aus der Familie Presbyornithidae zu Ehren von Gavin Prideaux.

## Erstbeschreibungen von Gavin Prideaux
- Simosthenurus brachyselenis, 1997
- Simosthenurus euryskaphus, 1997
- Borungaboodie hatcheri, 1999
- Simosthenurus baileyi, 1998
- Metasthenurus newtonae, 2000
- Archaeosimos correlli, 2004
- Procoptodon williamsi, 2004
- Simosthenurus tirarensis, 2004
- Sthenurus murrayi, 2004
- Bohra illuminata, 2008
- Bohra nullarbora, 2009
- Lagostrophinae, 2010
- Tjukuru wellsi, 2012
- Centropus bairdi, 2016
- Centropus maximus, 2016
- Litoria lundeliusi, 2016
- Garrdimalga mcnamarai, 2017
- Lategallina olsoni, 2017
- Progura campestris, 2017
- Nombe, 2022
- Vanellus liffyae, 2022
- Chunia pledgei, 2023
- Mukupirna fortidentata, 2023
- Ambulator, 2023
- Bohra planei, 2023
- Lumakoala blackae, 2023
- Protemnodon dawsonae, 2024
- Protemnodon mamkurra, 2024
- Protemnodon viator, 2024

## Filmografie
- Nova (Folge: Bone Diggers), 2007
- Death of the Megabeasts, 2008
- Cave: Searching for Australia’s Forgotten Beasts, 2011